# Storslett
Storslett è un villaggio della Norvegia, situato nella municipalità di Nordreisa, nella contea di Troms.